# Kulturhaus Osterfeld

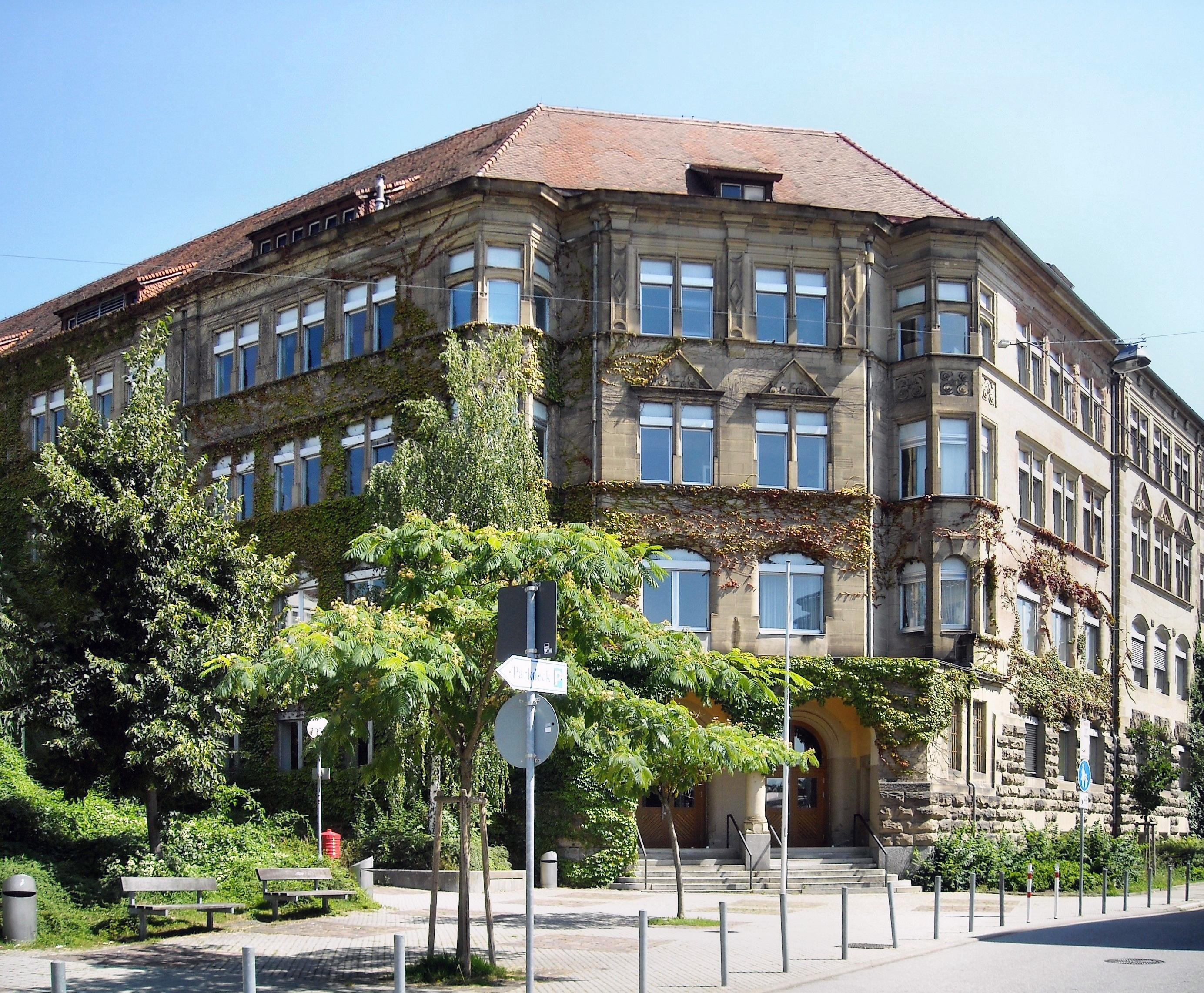
Eingang zur Osterfeld-Schule

Das Kulturhaus Osterfeld ist ein Kulturzentrum in der Stadt Pforzheim (Baden-Württemberg), Osterfeldstraße 12. Es wurde am 2. September 1994 im Osterfeld-Gebäude eröffnet und befindet sich in der ehemaligen größten Volksschule des Landes Baden, das von dem damaligen Stadtbaumeister Alfons Kern in den Jahren 1904 bis 1907 erbaut wurde. Das Gebäude steht unter Denkmalschutz.
Das Kulturhaus Osterfeld ist Veranstaltungs- und Aufführungsort, Treffpunkt sowie Kooperationspartner für verschiedene Organisationen, Vereine und Vereinigungen aus unterschiedlichsten Interessensgebieten. Es wird öffentlich gefördert. Geldgeber sind die Stadt Pforzheim und das Land Baden-Württemberg. Weitere Unterstützung bekommt das Kulturhaus durch seinen Förderverein.

## Geschichte des Gebäudes
Im Ersten Weltkrieg wurde das Gebäude als Lazarett genutzt und bis 1919 als Seuchenkrankenhaus. Bis 1937 war auch eine kleine Sonderschule für Lernschwache und Behinderte dort untergebracht. Von den Nationalsozialisten wurde die Schule in Hindenburg-Schule umbenannt und bis 1938 gab es eine streng getrennte Juden-Abteilung für jüdische Schüler (Judenschule). Im Zweiten Weltkrieg diente das Gebäude als Lazarett und Isolierstation, bis es beim Luftangriff auf Pforzheim am 23. Februar 1945 ausbrannte. Nach 1945 war das Gebäude zunächst Rathaus mit Standesamt im West- und Nordflügel des Gebäudes. Ab 1948 wurde der Ostflügel als erstes Theaterprovisorium in Deutschland genutzt. Nach Eröffnung des neuen Rathauses wurde dieser Gebäudeteil wieder schulisch genutzt. Das Stadttheater Pforzheim erhielt 1987 ein neues Haus. 1991 wurden in den Räumen Asylbewerber und Kriegsflüchtlinge aus Rumänien und Jugoslawien untergebracht. Im Oktober 1991 wurde ein Brandanschlag mit einem Molotow-Cocktail verübt. Die von Bürgern daraufhin organisierte Kundgebung stand am folgenden Tage unter dem Motto Miteinander gegen Rassismus und Ausländerfeindlichkeit.

## Entstehung des Soziokulturellen Zentrums
1990 entstand die Initiative zur Einrichtung des Kulturhauses in diesem Gebäude. Mit mehr als 12.000 ehrenamtlichen Arbeitsstunden und breiter Unterstützung aus der Bevölkerung sowie durch den Förderverein für das Kulturhaus Osterfeld e.V. wurde das Haus umgebaut und am 2. September 1994 im Rahmen eines Festakts mit Bürgermeister Joachim Becker und Landesministerin Brigitte Unger-Soyka seiner Bestimmung übergeben.
Im Kulturhaus Osterfeld in Pforzheim findet die freie Kunst-, Kultur- und Theaterszene Spielraum. Auf dem Programm stehen unterschiedliche Sparten, künstlerische und kulturelle Projekte sowie Theaterproduktionen. Kurse und Treffs zahlreicher gesellschaftlicher Gruppen und Initiativen runden die Palette der vielfältigen Möglichkeiten des Kulturhauses ab.
Die Marke Soziokultur „fördert bürgerschaftliches Engagement und die kreativ-kulturellen Kompetenzen vieler. Sie sucht damit Antworten auf die Frage, wie wir leben wollen.“ (Statistikbericht Soziokultur) Soziokulturelle Zentren sind offen für andere Formen von Kultur, machen Angebote für Menschen, die selbst kulturell und künstlerisch aktiv werden, greifen gesellschaftliche Themen, politische Fragen und Inhalte auf, stellen Raum für Präsentationen und künstlerische Produktionen bereit, ermöglichen interkulturelle Begegnungen, organisieren kulturpädagogische Angebote für Kinder und Jugendliche und bilden nachhaltig agierende Netzwerke. Allein das Kulturhaus Osterfeld arbeitet mit über 70 Partnern (Einzelpersonen, Gruppen und Institutionen) in Netzwerken zusammen.
Seit der Eröffnung am 2. September 1994 entwickelte sich „das Osterfeld“ zum größten Kultur- und Kommunikationszentrum der Region. Jährlich nehmen bis zu 150.000 Besucher und Nutzer die Aktivitäten des Kulturhauses wahr. Bei Kursen, Treffs und Theaterproben finden pro Tag durchschnittlich über 12 Belegungen statt.
Der Jahreshaushalt der Soziokulturellen Zentren in Baden-Württemberg wird hauptsächlich von institutioneller Förderung und von eigen erwirtschafteten Mitteln getragen. Bei den eigen erwirtschafteten Mitteln schneidet das Kulturhaus mit knapp unter 50 % erfolgreich ab. Auf der Ausgabenseite fallen in Soziokulturellen Zentren vor allem Kosten für Personal, Programm und Betrieb an.